# Liste der denkmalgeschützten Objekte in Klagenfurt am Wörthersee-Hörtendorf
Die Liste der denkmalgeschützten Objekte in Klagenfurt am Wörthersee-Hörtendorf enthält die denkmalgeschützten, unbeweglichen Objekte der Katastralgemeinde Hörtendorf der Gemeinde Klagenfurt am Wörthersee.

## Denkmäler
| Foto |                 | Denkmal | Standort                                        | Beschreibung | Metadaten |
| ---- | --------------- | --- | ----------------------------------------------- | --- | --- |
| ja   | Datei hochladen | Kath. Pfarrkirche hl. Jakobus major (St. Jakob an der Straße) und Friedhof HERIS-ID: 57827 Objekt-ID: 68128 | Denkmalgasse 1 Standort KG: Hörtendorf          | Die kleine Kirche mit barockem Turmanbau mit Zwiebelhelm hat einen kreuzgratgewölbten Chor mit 5/8-Schluss. Ein barockes Deckengemälde zeigt die Verklärung Christi. Der viersäulige Knorpelwerkaltar ist von 1660.                                                                                       | BDA-Hist.: Q38078909 Status: § 2a Stand der BDA-Liste: 2025-06-30 Name: Kath. Pfarrkirche hl. Jakobus major (St. Jakob an der Straße) und Friedhof GstNr.: 888/2 Pfarrkirche hl. Jakobus major, Hörtendorf (Klagenfurt) |
| ja   | Datei hochladen | Volksschule Hörtendorf HERIS-ID: 102966 Objekt-ID: 119420                                                   | Gutendorfer Straße 36 Standort KG: Hörtendorf   | Die heute kleinste Volksschule Klagenfurts wurde Mitte der 1960er Jahre nach Plänen von Architekt Ernst Hildebrand errichtet. | BDA-Hist.: Q37792555 Status: § 2a Stand der BDA-Liste: 2025-06-30 Name: Volksschule Hörtendorf GstNr.: 652/7 |
| ja   | Datei hochladen | Kath. Filialkirche hl. Margaretha und Friedhof HERIS-ID: 54099 Objekt-ID: 62240                             | Hörtendorfer Straße 111 Standort KG: Hörtendorf | Die im Kern romanische Kirche mit eingezogenem gotischem sterngewölbten Chor und westlichem Vorhallenturm hat an der Südfassade ein Christophorusfresko (bezeichnet 151.). Am Hochaltar von 1740 sind Schnitzfiguren, vermutlich von Johann Pacher. Die Seitenaltäre sind aus dem späten 17. Jahrhundert. | BDA-Hist.: Q38059640 Status: § 2a Stand der BDA-Liste: 2025-06-30 Name: Kath. Filialkirche hl. Margaretha und Friedhof GstNr.: 1906 Saint Margaret Church (Hörtendorf)                                                  |